# André Guillard
Pour les articles homonymes, voir Guillard.
André Guillard, né le 9 juin 1906 à Saussines (Hérault) et mort le 25 décembre 1972 à Valence (Drôme) est un footballeur français, vainqueur de la Coupe de France en 1929 avec le SO Montpellier.

## Biographie
André Guillard nait à Saussines dans l'Hérault en 1906. Il commence le football au Collège de l'Assomption à Nîmes tout en prenant sa première licence en 1921, à l'US Sommières, club situé à quelques kilomètres de chez lui.
Il signe ensuite au FC de Nîmes (deuxième club nîmois de l'époque, après le Sporting Club Nîmois) puis à l'Olympique alésien.
Il débute dans l'équipe première du SO Montpellier en décembre 1928 et remporte la Coupe de France lors de cette saison.
Deux ans plus tard, il s'incline en finale, toujours avec le SOM, contre le Club français. 
Il passe professionnel en 1932 à l'occasion de la création du premier Championnat de France professionnel.
En 1934, il quitte le Languedoc pour l'AS Saint-Etienne qui évolue en deuxième division.
Il termine sa carrière de joueur à l'Olympique alésien à la fin des années 30, puis entrainera les clubs de Roanne, Lyon OU, La Voulte et Valence.
International B à deux reprises, il fut également remplaçant une fois en Equipe de France A. Il a joué dans différentes sélections (Cévennes, Hérault, Sud-Est, Lyonnais, Métropole) tout au long de sa carrière.
Négociant en chevaux, il descendait parfois dans l'arène en tant que raseteur.
Après sa carrière dans le football, il s'installe à Villeurbanne en tant que commerçant.
Le stade municipal de Saussines porte le nom d'André Guillard.

## Palmarès
SO Montpellier
- Coupe de France (1) :
  - Vainqueur : 1928-29.

## Clubs successifs
- 1921-192? : US Sommières
- 192?-192? : SC Nîmes
- 192?-1928 : Olympique alésien
- 1928-1934 : SO Montpellier
- 1934-1938 : AS Saint-Étienne
- 1938-1939 : Olympique alésien